# Amidochlorek rtęci(II)
Amidochlorek rtęci(II) – nieorganiczny związek chemiczny, sól rtęci o wzorze Hg(NH2)Cl.
Powstaje m.in. w wyniku reakcji sublimatu z amoniakiem. Ma strukturę jednowymiarowego polimeru (HgNH2)n z przeciwjonami chlorkowymi. Łatwo ulega rozkładowi pod wpływem światła i wilgoci.
W środowisku zasadowym przekształca się w zasadę Millona o wzorze [Hg
2N]OH·2H
2O, a podczas gotowania – w chlorek zasady Millona i chlorek amonu:
2Hg(NH
2)Cl → [Hg
2N]Cl + NH
4Cl
Związek znalazł zastosowanie w lecznictwie. Obecnie jest stosowany głównie w leczeniu niektórych pasożytniczych i gronkowcowych chorób skóry, także niekiedy w grzybicach oraz rzadko w okulistyce. Stosuje się wyłącznie miejscowo najczęściej w postaci maści i past, rzadziej jako zasypka i inne postacie leku. Stężenia terapeutyczne 2–10%. Stężenia w preparatach okulistycznych 0,25–2%. Używany jako surowiec farmaceutyczny w recepturze aptecznej do sporządzania leków galenowych i recepturowych (magistralnych).